# Ахтерштаг
Ахтершта́г (от нидерл. achterstag, от achter — «задний» и stag — «толстый канат, оттяжка, укрепляющая мачту или стеньгу спереди») — снасти стоячего такелажа, поддерживающие в диаметральной плоскости с кормы мачты, дымовые трубы. Употребляют при одномачтовых и полуторамачтовых типах парусного вооружения с бермудскими парусами (йол и кеч). На современных яхтах ахтерштаги обычно снабжают устройствами для регулирования натяжения с целью изменения изгиба мачты, что, соответственно, меняет профиль паруса. В качестве регулировочных устройств применяют тали, гидравлические талрепы.

## Примечания

Ахтерштаг